# MISD
Multiple Instruction stream Single Data stream (MISD) è un'architettura parallela in cui più unità di elaborazione operano sullo stesso flusso di dati. È prevista dalla Tassonomia di Flynn del 1972. Non esistono implementazioni commerciali.

## Architettura MISD

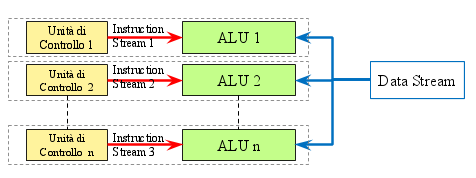
Una semplice architettura MISD

Nel modello di calcolo MISD esistono più processori, ognuno con una propria memoria (registri), la quale a sua volta avrà un proprio flusso di istruzioni. Queste istruzioni verranno eseguite sullo stesso flusso di dati. Un esempio di un possibile utilizzo è quello nell'ambito della crittografia. Ad oggi non sono ancora state costruite macchine da commercializzare con questa architettura.